# Dicranota princeps
Dicranota princeps är en tvåvingeart som beskrevs av Alexander 1950. Dicranota princeps ingår i släktet Dicranota och familjen hårögonharkrankar.
Artens utbredningsområde är Myanmar. Inga underarter finns listade i Catalogue of Life.